# ポパム植民地

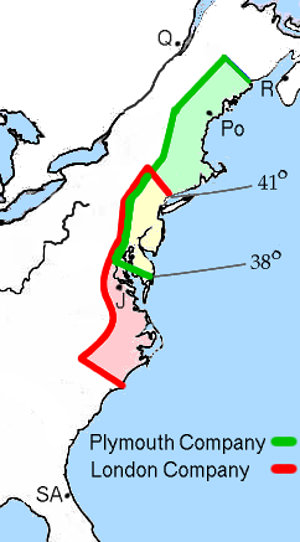
現在のメイン州にある1607年ポパム植民地の位置、地図の"Po" で示されている。ジェームズタウン開拓地は"J"の位置である。

ポパム植民地（ポパム植民地、英:Popham Colony）は、1607年に設立され、短命に終わった北アメリカのイギリス人植民地である。株主を集めた「プリマスのバージニア会社」（プリマス会社）によって設立され、現在のメイン州フィップスバーグの町、ケネベック川河口近くに位置した。ライバルであり、より成功したジェームズタウン開拓地とは同じ年で数ヶ月遅く設立された。ジェームズタウン開拓地は「ロンドンのバージニア会社」（ロンドン会社）によって1607年6月14日に現在のバージニア州ジェームズシティ郡に、アメリカ合衆国では初の恒久的イギリス人開拓地として設立されていた。
ポパム植民地は後にニューイングランドと呼ばれるようになる地域では初のイギリス人植民地だった。この植民地は、新世界での成功が無かったというよりも明らかに指導層の家族に変化があった為に、わずか1年後に放棄された。ポパムで1607年と1608年の間に植民者の人命が失われた数ではジェームズタウンが経験したよりも遥かに少なかった。
ポパム植民地があった間に新世界では初めてイギリス人が建造した船が完成し、大西洋を渡ってイングランドに戻る航海を行った。バージニア・オブ・サガダホック号と名付けられたこのピンネース船は明らかに外洋航行が可能なものであり、1609年にはクリストファー・ニューポート卿の9隻の船からなるジェームズタウンへの第三次補給船隊の1隻として、再度大西洋をうまく渡った。このちっぽけなバージニア号は途中、ハリケーンであったと考えられる3日間の暴風雨にも生き残った。この嵐では、船隊の旗艦で大きく新しいシー・ベンチャー号がバミューダ諸島で難破した。
ポパム植民地の正確な位置は1994年の再発見まで分からなくなっていた。この歴史的な場所の大半は現在、メイン州のポパムビーチ州立公園の一部となっている。

## 設立
ポパムは、バージニアを開拓する為に民間投資家から資本を募り、1606年にイングランド王ジェームズ1世が勅許した株主制バージニア会社にある2つの競合部分の一つ、プリマス会社の1つのプロジェクトだった。当時「バージニア｣という名前はスペイン領フロリダから現在のカナダにあったヌーベルフランスまで北アメリカ北東海岸全体に適用されるものだった。この地域はスペイン王室が実質的に領有権主張する所だったが、占有はしていなかった。
プリマス会社は王室勅許と北緯38度線から45度線までの海岸に対する権利を与えられた。ライバルのロンドン会社は北緯34度線から41度線までの海岸を認められた。植民者たちはそれぞれの重複していない地域にまず入植することとされた。重複する地域である北緯38度線と41度線の間は、そこを植民地化するだけの「十分な力がある」と分かった会社にまず任されることになっていた。

## 植民者
プリマス会社の最初の船リチャード号は1606年8月に出帆したが、スペインが11月にフロリダの近くで妨害し捕獲した。
次の試みはもう少し成功した。1607年5月31日に約120人の植民者が2隻の船でプリマスを出航した。彼らは貴金属、香料および毛皮を交易し、地域の森林がイギリスの船を作るために使えることを示す意図があった。植民者の指導者ジョージ・ポパムがローリー・ギルバートを副指揮官としてギフト・オブ・ゴッド号に乗船した。もう一つの船の船長ロバート・デイビスが日誌を付けており、これがポパム植民地に関する当時の主要情報源の1つとなっている。
ジョージ・ポパムは植民地の財政的後ろ盾、イングランドの首席裁判官であるジョン・ポパム卿の甥であり、ローリー・ギルバートはウォルター・ローリー卿の腹違いの甥だった。その他の出資者として、プリマスの軍政府長官フェルディナンド・ゴージズがおり、植民地における出来事の情報大半は彼の手紙や回想録から得られている。開拓者達には9人の評議会員や6人の紳士が含まれており、残りは軍人、工芸職人、農夫および交易業者だった。
ギフト・オブ・ゴッド号は1607年8月13日にケネベック川（当時はサガダホック川と呼ばれた）河口に到着した。もう1隻のメアリー・アンド・ジョン号は3日後に到着した。ポパム植民地はサビーノと名付けられた地域の突端に設立された。植民者は直ぐに大型の星型をなすセントジョージ砦の建設を始めた。セントジョージ砦は溝や塁壁があり、半カルバリン砲からファルコン砲までの大きさがある9門の大砲が備えられた。

## ハントの地図
1607年10月8日、植民者ジョン・ハントが1枚の地図を書き上げたが、これは提督居宅、礼拝堂、倉庫、桶屋の仕事場および衛兵所など18の建物が描かれていた。ハントは植民者登録簿に製図工と記されていた。当時全ての建物が完成したかは明らかでない。ハントの地図は1888年にスペインの国立文書館で発見された。あるスパイがそれをスペイン大使に売り、その大使がスペインに送った。これは、今は失われた原書の写しである可能性があり、初期イギリス植民地の当初の配置を知る唯一の平面図となっている。

## インディアンとの争い
ポパムとギルバートは川の上流に調査隊を送り、北アメリカ北東部のアルゴンキン語族に属するインディアン部族のアベナキ族に接触した。ポパムはジェームズ1世に宛てた手紙で、インディアンはその地域が容易に利用できる資源で満ちていると告げたと書いた。しかしこの植民地はアベナキ族と協調関係を築くことができなかった。それ以前に訪れた遠征隊が母国で見せる為にインディアンを誘拐していたので、アベナキ族は白人を信用しなかった。
植民者たちが晩夏に到着したということは食物を栽培する時間が無い、ということを意味していた。植民者の半数は1607年12月にギフト・オブ・ゴッド号でイギリスに戻った。火事で少なくとも倉庫とそこに保管していた食料が失われた。後世の発掘では他にも火事が起こったことを示唆した。
植民者は2つの派に別れ、1つはジョージ・ポパムを支持し、もう1つはハンフリー・ギルバートの息子であり、ウォルター・ローリー卿の腹違いの甥であるローリー・ギルバートを支持した。ジョージ・ポパムが1608年2月5日に死んだ。恐らく唯一命を落とした植民者であり、その年に植民者の半数が失われたジェームズタウンとは大きな対照である。1608年2月5日、ローリー・ギルバートが25歳で「植民地の議長」になった。
植民者は1つの大きな計画を完成させた。すなわちバージニア・オブ・サガダホック号と名付けた30トンのピンネース船を建造したことである。それはヨーロッパ人がアメリカで造った最初の船となり、植民地が造船のために使えることを示した。また最終的にはアベナキ族と毛皮の交易を行うことができ、サルサパリラ（薬草の1種）を集めることもできた。
1608年に1隻の補給船が来た時、ジョン・ポパム卿が死んだという伝言をもたらした。ギルバートはそのメアリー・アンド・ジョン号でイングランドに荷物を送った。その夏に船が戻ってきたとき、ギルバートの兄であるジョンが死んだという報せを持ってきた。それ故にギルバートは肩書きとデヴォンのコンプトン城の領地を継ぐ者となった。ギルバートはイングランドに戻ることにした。残っていた45人の植民者もメアリー・アンド・ジョン号とバージニア・オブ・サガダホック号で故国に戻った（バージニア・オブ・サガダホック号はその後もう一度大西洋を渡ることになり、ジェームズ・デービス船長の指揮で翌年第三次補給船隊に入り、ジェームズタウンに行った。）。
この植民地はほぼ1年間続いた。この地域のその後の植民者は、最初の植民者の経験に基づき、ケネベック川のさらに上流、冬の嵐や潮がそれほど厳しくはない現在のバースの地に入植した。

## その後の展開
フランス人植民者ジャン・ド・ビヤンクールが1611年に放棄された植民地の跡を訪れた。1624年、マサチューセッツ湾植民地のサミュエル・マーベリックもこの地を訪れ、「草が伸び放題」になっていたと報告した。
南北戦争の間、北軍がこの地域のケネベック川がアトキンス湾に直接注ぐ所（ポパム植民地からは東に約500 m）にポパム砦を建設した。その後、何人かの農夫がこの地域に移住し1905年までは農地となり、この年にアメリカ陸軍がボールドウィン砦の補給のためのセントジョージ砦の地域を造り上げた。メイン州は1924年にこの地域を購入し、第二次世界大戦のときはボールドウィン砦が再活用された。戦後、その資産はメイン州に返還された。
今日、ポパム植民地を構成した地域の大半は人気のある海岸とレクリエーション地域であるポパムビーチ・メイン州立公園の一部となっている。

## 現代での発掘
1960年代に行われたこの地域の最初の発掘は不成功だった。1994年、ピーボディ・エセックス博物館のジェフリー・ブレインがハントの地図を道しるべに植民地の跡を発見した。ブレインは1997年に大規模な発掘を始め、後に提督居宅、倉庫および酒類倉庫を発見した。また、ハントの地図が大変正確であることも証明した。砦の一部、おそらく礼拝堂と墓地を含む所は私有地にあって発掘ができず、砦の南側の部分は公共道路の下にある。この発掘は2005年に終わった。